# Bratstvo
Bratstvo (Братство) è un film del 2019 diretto da Pavel Lungin.

## Trama
Il film è ambientato nel 1988 durante la fine della guerra in Afghanistan. Al centro della trama il tenente Vasilij Železnjakov, che diventa ostaggio dei mojah, in modo che la divisione possa tornare in Unione Sovietica con perdite minime...